# La revolución y la tierra
La revolución y la tierra es una película documental peruana de 2019 dirigida por Gonzalo Benavente Secco sobre la reforma agraria de 1969 llevada a cabo por la dictadura militar de izquierda reformista, llamada a sí misma «Gobierno Revolucionario de la Fuerza Armada».

## Sinopsis

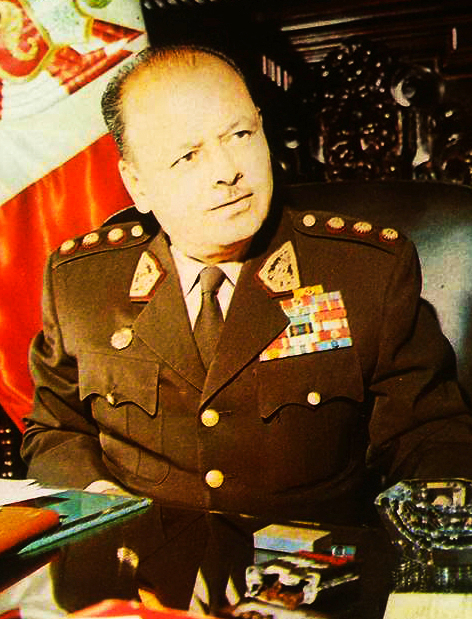
El general Juan Velasco Alvarado, promotor de la Reforma agraria peruana.

El 24 de junio de 1969 el Gobierno Revolucionario de la Fuerza Armada promulgó el Decreto Ley N.º 17716 para la reforma agraria en todo el territorio peruano. La revolución y la tierra es un análisis de los antecedentes, los hechos y consecuencias de esta ley.
El documental fue realizado a base de entrevistas a historiadores y protagonistas de la reforma agraria emprendida por el régimen del general Juan Velasco Alvarado y utiliza imágenes de películas peruanas vinculadas a la época o que ayudan a explicar la situación vivida por los protagonistas de la reforma agraria, como:
- Luis Pardo (1927)
- Yo perdí mi corazón en Lima (1933)
- La lunareja (1946)
- Kukuli (1961)
- Taita Cristo (1965)
- El plebeyo (1965)
- En la selva no hay estrellas (1967)
- La muralla verde (1970)
- En París... (1970)
- Tierra sin patrones (1971)
- Espejismo (1972)
- Cholo (1972)
- Por las tierras de Túpac Amaru (1972)
- Runan Caycu (1973)
- Allpa Kallpa (1975)
- Kuntur Wachana (1977)
- Laulico (1979)
- Muerte de un magnate (1980)
- Abisa a los compañeros (1980)
- Gregorio (1982)
- Miss Universo en el Perú (1982)
- Ojos de perro (1983)
- Túpac Amaru (1984)
- Los Shapis en el mundo de los pobres (1985)
- El socio de Dios (1986)
- La boca del lobo (1988)
- Juliana (1989)
- Color de mujer (1990)
- Caídos del cielo (1991)
- Las malas intenciones (2011)
- La deuda (2015)
- Hija de la laguna (2015)
- Largo tiempo (2018)
- Wiñaypacha (2018)

También utiliza una serie de material audiovisual para analizar la figura del indio en el Perú y su cotidianeidad en el imaginario visual y literario peruano del siglo XX, como fotografías de Martín Chambi y música peruana.

## Apariciones
- Cayetana Adrianzén - Historiadora
- Eduardo Adrianzén - Dramaturgo y guionista
- Carlos Anderson - Economista
- Roberto Tito Altamirano - Dirigente campesino
- Raúl Álvarez - Sociólogo
- José María Arguedas - Escritor (Audio de archivo)
- Marco Avilés - Periodista y escritor
- Ricardo Bedoya - Crítico de cine
- Héctor Béjar - Exguerrillero del ELN, sociólogo y colaborador del SINAMOS
- Carlos Bernales - Periodista
- Hugo Blanco - Líder sindical, exguerrillero del Frente de Izquierda Revolucionaria
- Amadeo Vía Buitrón - Guía turístico
- Augusto Ccalla - Dirigente campesino
- Teo Allain Chambi - Custodio del Archivo Chambi
- Mercédes Crisótomo -  Historiadora
- Celín Espinoza Prado - Politóloga
- Paulo Drinot -  Historiador
- Jaime de Althaus - Periodista
- Nora de Izcue - Cineasta
- Víctor Andrés García Belaunde - Ex-congresista (Imágenes de archivo)
- Federido "Fico" García - Cineasta
- Alexander Huerta-Mercado - Antropólogo
- Nelson Manrique - Historiador y sociólogo
- Enrique Mayer - Historiador
- Francisco Morales Bermúdez - Gobernante de facto 1975-1980
- Guillermo Labrín - Cooperativista
- Carlos León Moya - Politólogo
- Hugo Neira - Historiador
- Francesco Petrozzi - Congresista y exministro de Cultura (Imágenes de archivo)
- Javier Puente - Historiador
- Luis Quispe Rocha - Dirigente cooperativista
- María Isabel Remy - Socióloga
- Fernando Ríos - Antropólogo
- Juan Eche Ruiz - Dirigente pescador
- Jesús Ruiz Durand - Artista gráfico
- Pilar Roca - Productora de cine
- Zoila Sandoval - Empresaria
- Manuel Scorza - Escritor (Imágenes de archivo)
- Silvia Spitta - Investigadora
- Zósimo Torres - Líder sindical
- Antonio Zapata - Historiador
- Joseph Zárate - Periodista

## Producción
La revolución y la tierra fue el proyecto ganador del Concurso Nacional de Largometrajes Documentales del Ministerio de Cultura (DAFO 2016).
El documental, producido por Carolina Denegri y Autocinema, Animalita y Bebeto Films SAC, tuvo la colaboración de la Bureau of Western Hemisphere Affairs (EE. UU.), la Universidad de Santiago de Chile y la Biblioteca Nacional del Perú.
Las locaciones que se utilizaron fueron la hacienda Huando, el Complejo petrolero de La Brea y Pariñas en Talara (Piura) y el estudio de fotografía de Martín Chambi. También se grabó en La Convención (Cuzco).
La musicalización estuvo a cargo de Santiago Pillado-Matheu, integrante del grupo de rock peruano El Hombre Misterioso, mientras que la edición es de Chino Pinto.
Además de las películas nacionales antes mencionadas, se pensó incorporar un segmento dedicado a las películas extranjeras que retrataban Perú como las que aparecía Yma Súmac, Indiana Jones y Tintín en el templo del sol, pero no se pudo incluir debido al costo de las tarifas.
El 3 de octubre de 2018, 50.º aniversario del golpe de Estado de Velasco, fue lanzado un teaser.

## Estreno y recepción
El documental tuvo su estreno en la competencia de cine documental en el 23.er Festival de Cine de Lima, en agosto de 2019. Se estrenó el 10 de octubre de 2019 en salas comerciales de diversas ciudades peruanas.
Durante su primera semana de estreno obtuvo una afluencia de 18,000 espectadores. En la última semana de octubre de 2019 superó los 38,000 espectadores rompiendo el récord de ser el documental peruano más visto en cines del territorio nacional. Posteriormente superó la venta de 50,000 entradas, y finalmente el dato de espectadores fue de 90,000 en 20 salas, convirtiéndose en el documental peruano más visto en el cine hasta ese momento.
Debido a la pandemia de COVID-19 en Perú y en recuerdo a la celebración del Día de la Dignidad Nacional, el documental fue reestrenado el 9 de octubre de 2020 por medio de la plataforma de alojamiento de vídeos Vimeo. Un porcentaje de la recaudación fue destinado a ayudar a los pueblos indígenas en su lucha contra el COVID-19 en la Amazonía.

### Controversia por su emisión en televisión
Según fuentes periodísticas, el Instituto Nacional de Radio y Televisión programó la emisión del documental para el domingo 4 de abril en TV Perú, un día antes de la conmemoración por el autogolpe de Estado de Fujimori, y a una semana de las elecciones generales de 2021. La producción invitó, a través de las redes sociales, a los electores a ver el documental y así decidir su voto, lo que fue visto como proselitista por ciertos sectores conservadores, como comentó el exministro de Defensa Pedro Cateriano en su perfil de Twitter. Días después el organismo estatal decidió cambiar la fecha al 18 de abril, lo que fue criticado por la productora del documental y fue calificado como un intento de censura. Las directoras peruanas Marcela Cossios y Melina León se sumaron a las críticas por la reprogramación, así como la candidata a la presidencia Verónika Mendoza del partido Juntos por el Perú. El cambio de horario hizo que el documental sea masivamente pirateado y compartido para su visionado a través de YouTube o Facebook, causando un efecto Streisand.

## Premios y nominaciones
- Mención del jurado a la Mejor Película Peruana del 23.er Festival de Cine de Lima - PUCP 2019.[2][17][22]
- Mejor Documental - Premios APRECI 2019.[33]

## Festivales
- Festival de Cine de Lima (Perú)[34]
- Festival Internacional de Cine de Viña del Mar (Chile)[5]
- Días de Cine - Lateinamerikainsches Filmfest (Alemania)[26]